# 大内和臣
大内 和臣（おおうち かずおみ、1932年3月29日- ）は、日本の法学者。専門は国際法。学位は法学博士。元中央大学教授。元西南学院大学教授。福岡県出身。

## 経歴
- 1950年3月 福岡県立修猷館高等学校卒業
- 1954年3月 西南学院大学文学部英文学科卒業
- 1957年3月 中央大学法学部法律学科卒業
- 1964年6月 エール大学大学院法学研究科博士課程修了、法学博士J.S.D.取得。
- 1964年10月 西南学院大学講師
- 1966年10月 西南学院大学助教授
- 1967年 - 1968年 西南学院大学在職中、国際連合UNITARアドレイ・スティーブンソン・フェロー。
- 1970年10月 西南学院大学教授
- 1995年4月 中央大学法学部教授を歴任
- 2002年3月 中央大学を退職

- 国際法学会、アメリカ国際法学会、国際経済法学会所属

## 著作
- 『国と人の国際法―A transnational approach』（蒼穹出版、2001年）
- 『国連の紛争予防・解決機能』（中央大学出版部、2002年）